# Вайсенштайн
Вайсенштайн (нем. Weißenstein) — ярмарочная коммуна (нем. Marktgemeinde) в Австрии, в федеральной земле Каринтия.
Входит в состав округа Филлах.  Население составляет 3079 человек (на 31 декабря 2005 года). Занимает площадь 49,11 км². Официальный код  —  2 07 26.

## Политическая ситуация
Бургомистр коммуны — Херман Мозер (СДПА) по результатам выборов 2003 года.
Совет представителей коммуны (нем. Gemeinderat) состоит из 23 мест.
- СДПА занимает 14 мест.
- АПС занимает 7 мест.
- АНП занимает 2 места.